# Aguateca
Aguateca är en fornlämning i Guatemala.   Den ligger i departementet Petén, i den centrala delen av landet, 200 km norr om huvudstaden Guatemala City. Aguateca ligger 116 meter över havet.
Terrängen runt Aguateca är huvudsakligen platt. Aguateca ligger nere i en dal. Runt Aguateca är det glesbefolkat, med 15 invånare per kvadratkilometer. Närmaste större samhälle är Sayaxché, 13,4 km norr om Aguateca. Omgivningarna runt Aguateca är en mosaik av jordbruksmark och naturlig växtlighet.